# Mary Bousted
Mary Winefride Bousted, née Bleasdale le 15 septembre 1959 à Bolton dans le comté urbain du Grand Manchester en Angleterre, est une académique, syndicaliste et femme politique britannique spécialisée dans l'éducation, co-secrétaire générale du National Education Union (en) aux côtés de Kevin Courtney (en),. Elle est membre de la chambre des Lords depuis janvier 2025.

## Biographie
Bousted est auparavant secrétaire général de l'Association of Teachers and Lecturers (en) avant sa fusion avec le National Union of Teachers (en). Elle a enseigné l'anglais à la Bentley Wood High School (en)(1982-1987) et au Whitmore High School (1988-1991) à Harrow. Elle fut professeur (1991-1995) puis directrice de la formation des enseignants (1995-1997) à l'Université de York; directrice de l'enseignement secondaire à l'Université Edge Hill (1997 à 1999) et à la School of Education de l'Université de Kingston (1999-2003). En septembre 2016, elle a été élue présidente du Trades Union Congress pour 2016-2017,.
En juillet 2010, Bousted reçoit un doctorat honorifique de l'Université Edge Hill.
Elle est faite pair à vie et entre à la chambre des Lords le 27 janvier 2025.